# Клоунакилти
Клоунакилти (на английски: Clonakilty; на ирландски: Cloich na Coillte или Clanna Chaoilte) е град в южна Ирландия, графство Корк на провинция Мънстър. Разположен е на залива Кортмашери. Разстоянието на североизток от Клонакилти до административния център на графството град Корк е 54 km, като се минава през град Бандън, до който разстоянието е 23 km. Имал е жп гара от 28 август 1886 г. до 1 април 1961 г. Населението му е 3745 жители, а с прилежащите му околности 4154 от преброяването през 2006 г. 

## Побратимени градове
- Валдашаф, Германия
- Шатолен, Франция